# Dendromus melanotis
Dendromus melanotis — вид гризунів родини Nesomyidae. Країни проживання: Ангола, Бенін, Ботсвана, Демократична Республіка Конго, Ефіопія, Гвінея, Ліберія, Малаві, Мозамбік, Намібія, Нігерія, Руанда, Південна Африка, Есватіні, Танзанія, Уганда, Замбія та Зімбабве. Його природні місця існування — сухі савани, чагарникова рослинність середземноморського типу, субтропічні або тропічні сухі низинні луки та пустелі помірного поясу.